# 八角街道 (烟台市)
八角街道，是中华人民共和国山東省烟台市福山区下辖的一个乡镇级行政单位。

## 行政区划
八角街道下辖以下地区：
八角社区、八角口社区、青上社区、峰台社区、小赵家社区、八角泊子社区、于家社区、侯家社区、汤家社区、汪家社区、叶家社区、官庄社区、下刘家渔业社区、下刘家农业社区、陡崖社区、上刘家社区、芹子口社区、辛店社区、郑家庄社区、花岩社区、百堡社区、石屋营社区和黄庄社区。

## 人口
2010年中国第六次人口普查时，八角街道共有人口24001人。共有家庭6159户，平均每户2.65人。14岁以下的少年儿童共1854人，占总人口7.724%；15-64岁人口共20106人，占总人口83.77%；65岁及以上的老年人共2041人，占总人口的8.503%。男性共计13037人，占总人口54.31%；女性共计10964，占总人口45.68%。本地居住的人口中，拥有本地户籍的人口为14549人，占60.61%。